# الصحة في البحرين

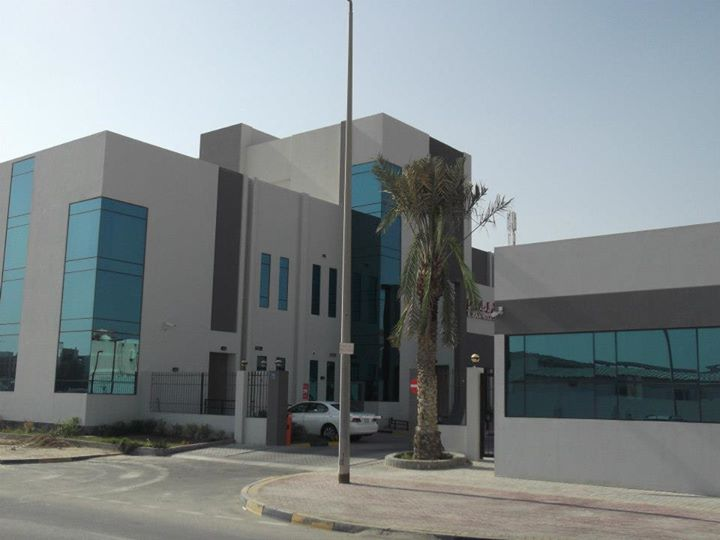
مركز الرسالة الطبي في البحرين

تعد الصحة في البحرين متقدمة إلى حد ما، لتوفر الكثير من المؤسسات الصحية والرعاية الصحية وتعد وزارة الصحة في البحرين هي الوزارة المسؤولة والمعنية بالصحة في البحرين. تستخدم البحرين نظام الرعاية الصحية العالمية منذ 1960. تقدم البحرين الرعاية الصحية مجاناً للمواطنين البحرينيين ودعم كبير للمواطنين الغير بحرينيين. شكلت نفقات الرعاية الصحية في البحرين 4.5٪ من الناتج المحلي الإجمالي، وفقا لمنظمة الصحة العالمية.الأطباء والممرضون البحرينيون يشكلون أغلبية القوى العاملة في البحرين في قطاع الصحة، على خلاف دول الخليج. كان أول مستشفى في البحرين هو مستشفى البعثة الأمريكية الذي افتتح في 1893 كمستوصف. أما عن أول مستشفى محلي، وأيضاً أول مستشفى مجمع في البحرين هو مجمع السلمانية الطبي في منطقة السلمانية في 1957.
متوسط عمر الإنسان في البحرين هو 73 للذكور و76 للإناث.

## الرعاية الصحية

### الرعاية الصحية الأولية
تعتبر الرعاية الصحية الأولية حجر الأساس للخدمات الصحية في البحرين وهي خط الاتصال الأول للفرد بالرعاية الصحية وتشمل على العديد من الخدمات ليتمتع البشر بصحة سليمة وجيدة ومن ضمن هذه الخدمات تعزيز السلوكيات الصحية والاكتشاف المبكر للأمراض والتشخيص والعلاج وإعادة التأهيل.
ولقد تبنت مملكة البحرين إعلان الماتا العالمي في عام 1978 والذي يشير إلى أن الرعاية الصحية الأولية هي مفتاح تحقيق الصحة للجميع من خلال إستراتيجية عالمية، ويؤكد على الحاجة إلى تحقيق مستوى من الصحة لجميع الناس في العالم من اجل جعلهم أناس منتجين في المجتمع. لذا حرصت الحكومة البحرينية على تطبيق النص الثامن من دستور المملكة في مجال الرعاية الصحية وتنص على ما يلي:
- لكل مواطن الحق في الرعاية الصحية، وتعنى الدولة بالصحة العامة، وتكفل وسائل الوقاية والعلاج بإنشاء مختلف أنواع المستشفيات والمؤسسات الصحية.
- يجوز للأفراد والهيئات إنشاء مستشفيات أو مستوصفات أو دُور علاج بإشراف من الدولة، ووفقا للقانون.

ولتحقيق هذا الهدف أخذت وزارة الصحة عن طريق رؤية واضحة أن تعمل بمبدأ الشراكة مع الجهات المعنية من أجل تحسين صحة السكان بمملكة البحرين ولتضمن توافر خدمات صحية عالية الجودة وملبية لحاجات المجتمع والفرد خلال مراحل الحياة المختلفة. وترتكز الرعاية الصحية الأولية بمملكة البحرين على العديد من المقومات مثل شبكة المراكز الصحية المنتشرة في جميع أنحاء المملكة والتي يبلغ عددها 24 مركزاً صحياً، وكذلك تطبيق مبادئ طب العائلة من خلال أطباء العائلة وممرضات صحة المجتمع ومثقفات الصحة وباحثات اجتماعيات، وتقديم العديد من الخدمات العلاجية والوقائية في مجال الرعاية الصحية الأولية.
جميع المراكز الصحية مزودة بالأجهزة الطبية والأدوية الأساسية . حيث إن 20 مركز يحتوي على أجهزة الأشعة والسونار وأربع مراكز تحوي أجهزة العلاج الطبيعي. أما أجهزة الأشعة الأخرى مثل (Barium, IVP) فمتوفرة في مركز صحي واحد. ويوجد 5 كاميرات (Digital fundoscopy) لتصوير شبكية العين للمرضى المصابين بداء السكري، موزعة على جميع المحافظات. أما أجهزة فحص الدم والكيمياء الحيوية فهي موجودة في مركز صحي واحد يتم توزيع خدماته على باقي المراكز وذلك لتقليل عدد التحاليل المختبرية المحولة للرعاية الثانوية.

### الرعاية الصحية الثانوية
تقدم وزارة الصحة في البحرين خدمات الرعاية الصحية الثانوية من خلال عدد من المستشفيات العامة و من أبرز هذه المستشفيات مجمع السلمانية الطبي. يعتبر مجمع السلمانية الطبي مرفقاً متعدد الخدمات الطبية حيث تمتد خدماته المتعددة إلى جميع المواطنين والمقيمين على حد سواء، التي تشمل الطوارئ والرعاية الثانوية. قسم الحوادث والطوارئ يقدم الرعاية الطبية العاجلة لكل المرضى والجرحى .
ويقدم مجمع السلمانية الطبي كافة الخدمات للمرضى المقيمين في مختلف أجنحة المستشفى وفقاً لنوع المرض وحالة المريض الصحية . وتتوزع الأجنحة في المستشفى بحسب مجال التخصص ، وكذلك الأسرة فإنها تصنف بحسب نوع الجنس وسن المريض وحالته الصحية ونوع المرض الذي يعاني منه.
وبالنسبة للحالات الطارئة التي يستقبلها مجمع السلمانية الطبي، فإنه يوفر للمرضي سريراً على الفور لتلقي العلاج اللازم، أما المرضى الذين لا تستدعي حالتهم المرضية القبول الفوري فتندرج أسماءهم ضمن قائمة الانتظار إلى أن يحين الموعد المحدد له من قبل الطبيب المعالج أو كلما كان السرير متاحاً لتقديم العلاج له.